# Ḩoseynābād-e Deh Boneh
Ḩoseynābād-e Deh Boneh (persiska: حسین آباد ده بنه, Ḩoseynābād) är en ort i Iran.   Den ligger i provinsen Kermanshah, i den nordvästra delen av landet, 300 km väster om huvudstaden Teheran. Ḩoseynābād-e Deh Boneh ligger 2 041 meter över havet och antalet invånare är 172.
Terrängen runt Ḩoseynābād-e Deh Boneh är huvudsakligen kuperad, men åt sydväst är den platt.Runt Ḩoseynābād-e Deh Boneh är det ganska tätbefolkat, med 80 invånare per kvadratkilometer. Närmaste större samhälle är Charmaleh-ye Pā‘īn, 6,8 km nordväst om Ḩoseynābād-e Deh Boneh. Trakten runt Ḩoseynābād-e Deh Boneh består i huvudsak av gräsmarker.